# Inter County Football League
Ne doit pas être confondu avec Inter City Football League ou Scottish County Football League.
L'Inter County Football League (ou simplement Inter County League) était une compétition de football en Écosse, qui connut deux versions distinctes, la première, qui connut deux éditions, de 1904 à 1906, et la seconde, qui ne connut qu'une seule édition, en 1916-1917. Il s'agissait d'une compétition qui venait en complément du championnat d'Écosse organisé par la Scottish Football League, dans le but d'augmenter le nombre de matches disputés et ainsi les recettes de billetterie. 
Cette ligue a été formée par des clubs provenant des comtés d'Ayrshire, Dunbartonshire, Lanarkshire et Renfrewshire.

## Première version (1904-06)

### Membres
- Abercorn
- Albion Rovers
- Arthurlie
- Ayr
- Vale of Leven (à partir de 1905)
- Royal Albert (à partir de 1906)
- Ayr Parkhouse (à partir de 1906)

### Classement et Résultats

#### 1904-05
| Rang | Équipe        | Pts | J | G | N | P | Bp | Bc | Diff |  | Résultats (▼ dom., ► ext.) | Aber | Albi | Arth | Ayr |
| ---- | ------------- | --- | - | - | - | - | -- | -- | ---- |  | -------------------------- | ---- | ---- | ---- | --- |
| 1    | Ayr           | 7   | 4 | 3 | 1 | 0 | 8  | 3  | +5   |  | Abercorn                   |      | X    | 4-4  | 1-1 |
| 2    | Arthurlie     | 3   | 3 | 1 | 1 | 1 | 7  | 7  | 0    |  | Albion Rovers              | 2-2  |      | X    | X   |
| 3    | Abercorn      | 3   | 5 | 0 | 3 | 2 | 8  | 11 | -3   |  | Arthurlie                  | 2-1  | X    |      | 1-2 |
| 4    | Albion Rovers | 1   | 2 | 0 | 1 | 1 | 3  | 5  | -2   |  | Ayr                        | 2-0  | 3-1  | X    |     |

#### 1905-06
Cette édition n'alla pas jusqu'à son terme et le titre ne fut pas attribué. Le classement et les résultats correspondent aux seuls matches joués.
| Rang | Équipe        | Pts | J | G | N | P | Bp | Bc | Diff |  | Résultats (▼ dom., ► ext.) | Aber | Albi | Arth | Ayr | Vale |
| ---- | ------------- | --- | - | - | - | - | -- | -- | ---- |  | -------------------------- | ---- | ---- | ---- | --- | ---- |
| 1    | Ayr           | 4   | 3 | 1 | 2 | 0 | 6  | 3  | +3   |  | Abercorn                   |      | X    | 2-3  | 1-1 | X    |
| 2    | Albion Rovers | 2   | 1 | 1 | 0 | 0 | 2  | 1  | +1   |  | Albion Rovers              | 2-1  |      | X    | X   | X    |
| 3    | Arthurlie     | 2   | 1 | 1 | 0 | 0 | 3  | 2  | +1   |  | Arthurlie                  | X    | X    |      | X   | X    |
| 4    | Abercorn      | 1   | 3 | 0 | 1 | 2 | 4  | 6  | -2   |  | Ayr                        | X    | X    | X    |     | 3-0  |
| 5    | Vale of Leven | 1   | 2 | 0 | 1 | 1 | 2  | 5  | -3   |  | Vale of Leven              | X    | X    | X    | 2-2 |      |

#### 1906-07
À la suite de l'arrêt de la ligue, il fut décidé de jouer une compétition sur le format coupe à élimination directe pour désigner le club autorisé à garder définitivement le trophée. Cette coupe n'alla pas à son terme, la finale ne s'étant pas jouée. Parmi les 5 clubs ayant pris part à cette ligue, seuls Albion Rovers, Arthurlie et Ayr participèrent à cette coupe et les deux clubs de Royal Albert et d'Ayr Parkhouse furent invités à y participer, sans avoir joué précédemment dans cette ligue.

##### 1ertour
| Équipe 1      | Résultat | Équipe 2     | Aller | Retour |
| ------------- | -------- | ------------ | ----- | ------ |
| Albion Rovers | 4 - 0    | Royal Albert | 3 - 0 | 1 - 0  |

##### Demi-finales
| Équipe 1      | Résultat | Équipe 2  | Aller | Retour |
| ------------- | -------- | --------- | ----- | ------ |
| Albion Rovers | 5 - 3    | Arthurlie | 5 - 1 | 0 - 1  |

| Équipe 1      | Résultat | Équipe 2 | Aller | Retour |
| ------------- | -------- | -------- | ----- | ------ |
| Ayr Parkhouse | 1 - 6    | Ayr      | 1 - 0 | 0 - 6  |

##### Finale
| Ayr | non jouée | Albion Rovers |

## Deuxième version (1916-17)

### Membres
- Albion Rovers
- Dumbarton Harp
- Dykehead
- Queen's Park Strollers XI
- Renton
- Royal Albert
- Stevenston United
- Wishaw Thistle (en)

### Résultats
Après uniquement deux matches joués, entre Dumbarton Harp et Albion Rovers (4-0) d'une part, et entre Dumbarton Harp et Renton (1-0) d'autre part, Dykehead, Royal Albert et Wishaw Thistle (en) quittèrent la ligue qui n'alla pas plus loin que ces deux matches.